# 古川和
古川 和（ふるかわ かず）は、日本の教育者、起業家、社会活動家。独立行政法人国立青少年教育振興機構理事長。

## 来歴
大阪府出身。大阪外国語大学卒業。上智大学文学部卒業。子育て中の1992年（平成4年）にNPO法人「Teaching Kids to Love the Earth」を立ち上げ、子どもの野外活動に取り組み、NPO法人の役員として青少年教育や自然教育などに携わった。また、2000年（平成12年）にGEMS（ジェムズ、Great Explorations in Math and Science）の普及のためにジャパンGEMSセンターを立ち上げたり、カリフォルニア大学バークレー校体験型・探究型の科学教育の手法の普及に取り組んだほか、アクションラーニング研究所やNPO法人体験型科学教育研究所を立ち上げに携わった。ティーチングキッズ代表、一橋大学大学院国際企業戦略研究科非常勤講師、体験型科学教育研究所専務理事、文部科学省独立行政法人評価委員会委員、東京学芸大学監事、株式会社EHRエグゼクティブコンサルタントなどを歴任。
2021年（令和3年）4月1日、独立行政法人国立青少年教育振興機構理事長に就任。

## 年譜
- 1992年（平成4年）
  - 12月 - 株式会社カズアンドカンパニー代表取締役[6]
  - 12月 - ティーチングキッズ代表[6]
- 2001年（平成13年）- 一橋大学大学院国際企業戦略研究科非常勤講師[2]
- 2002年（平成14年）
  - 4月 - 独立行政法人国立オリンピック記念青少年総合センター子ども夢基金審査委員会体験活動部会自然体験活動専門委員会委員（2003年3月まで）[6]
  - 6月 - 株式会社アクションラーニング研究所代表取締役（2011年5月）[6]
- 2003年（平成15年）
  - 4月 - 独立行政法人国立青年の家業務評価委員会委員（2005年3月まで）[6]
  - 8月 - NPO法人ティーチングキッズ代表[6]
- 2005年（平成17年）2月 - 文部科学省独立行政法人評価委員会臨時委員（2013年2月まで）[6]
- 2007年（平成19年）10月 - NPO法人体験型科学教育研究所理事（2016年12月まで）[5]
- 2008年（平成20年）10月 - NPO法人体験型科学教育研究所専務理事[6]
- 2013年（平成25年）3月 - 文部科学省独立行政法人評価委員会委員（2015年3月まで）[6]
- 2015年（平成27年）4月 - 東京学芸大学監事（2020年8月まで）[6][4]
- 2017年（平成29年）6月 - 株式会社EHRエグゼクティブコンサルタント[6]
- 2021年（令和3年）4月 - 独立行政法人国立青少年教育振興機構理事長[3]